# Michel de l'Hospital

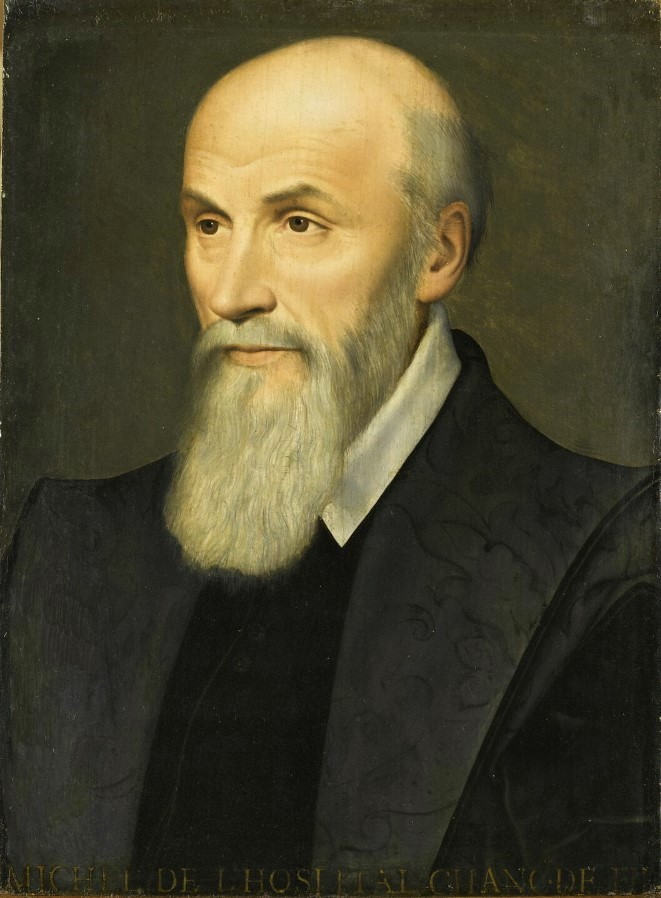
Michel de l'Hospital

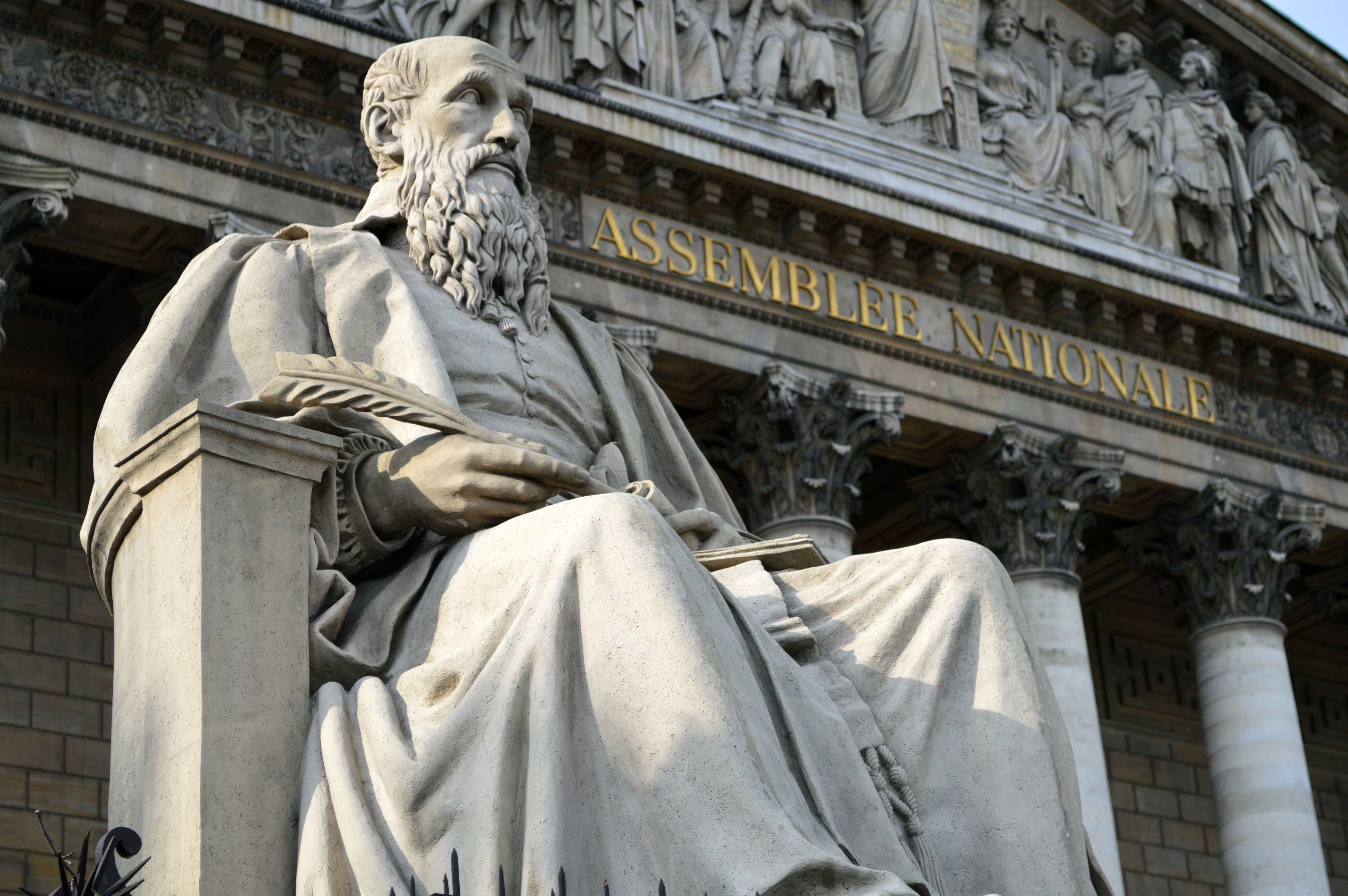
Standbeeld van l'Hospital voor het Franse parlement in Parijs

Michel de l'Hospital of Michel de l'Hôpital (Aigeperse, circa 1505 – Boutigny, 1573) was een jurist en kanselier van Frankrijk van 1560 tot 1573.

## Levensloop
Zijn vader Jean de l'Hospital was arts en connétable van Karel III van Bourbon. Michel de l'Hospital studeerde rechten, aanvankelijk in Toulouse, waar hij geconfronteerd werd met de eerste godsdiensttwisten tussen katholieken en protestanten. Hij kwam in moeilijkheden toen zijn vader Jean met Karel III van Bourbon overliep naar keizer Karel V, de vijand van de Franse koning Frans I. Michel vluchtte naar Italië en vervolgde zijn studie in Bologna en Padua; aan deze laatste universiteit was hij kort professor.
Na een kort verblijf in Rome keerde hij terug naar Frankrijk en vestigde zich in Parijs. Zijn carrière verliep aan het Rekenhof alsook aan het Parlement van Parijs (1536). Hij werkte aan hervormingen van het Franse recht en de administratie. Zijn politieke gematigdheid in de oorlogen tussen katholieken en protestanten in Frankrijk was bekend; hij onderhield relaties met andere gematigde Fransen zoals Michel de Montaigne en Etienne de la Boetie.
Met steun van de regentes Catharina de' Medici en de machtige kardinaal Karel van Lotharingen werd hij in 1560 kanselier van Frankrijk. De slechte staatsfinanciën verplichtten hem besparingen in het leger te doen, alsook kerkelijke belastingen te heffen. Als kanselier organiseerde hij overleg tussen hugenoten en katholieken. Het bekendste overleg is dat van Poissy in 1561. Dit overleg van de laatste kans faalde. Hij stelde het Edict van Saint-Germain (1562) op, dat een beperkte tolerantie toeliet voor hugenoten. Door het bloedbad van Wassy kort nadien (maart 1562), werd dit Edict dode letter. Tijdens het bloedbad van de Bartholomeusnacht lieten de katholieken hem in leven (1572). De l'Hospital moest nadien aftreden als kanselier (1573).
Michel de l'Hospital was eveneens een schrijver van Latijnse verzen en teksten. Deze zijn gebundeld in de Poemata en de Epistula.
- Biblioteca Nacional de España: XX4776782
- Bibliothèque nationale de France: cb119971716 (data)
- Catàleg d'autoritats de noms i títols de Catalunya: 981061038269206706
- CiNii: DA05669704
- Gemeinsame Normdatei: 11906832X
- International Standard Name Identifier: 0000 0001 2145 1466
- Library of Congress Control Number: n84042385
- Bibliotheek van het Japanse parlement: 00620961
- Nationale Bibliotheek van Tsjechië: ola2011652740
- Nationale bibliotheek van Australië: 36021905
- Nationale Bibliotheek van Israël: 987007264002405171
- Nederlandse Thesaurus van Auteursnamen: 070119724
- Réseau des bibliothèques de Suisse occidentale: 02-A003485199
- Istituto Centrale per il Catalogo Unico: IEIV040554
- LIBRIS: 209503
- SNAC: w6jx2053
- Système universitaire de documentation: 028061179
- Trove: 1189579
- Virtual International Authority File: 100198491
- WorldCat: E39PBJqjYTpWGwr9FfKXhRMQMP